# Pierre Ménès
Pour les articles homonymes, voir Ménès.
Pierre Ménès, né le 29 juin 1963 dans le 8e arrondissement de Paris, est un consultant sportif français spécialisé dans le football. Après une première carrière dans la presse écrite, il fait ses débuts à la télévision sur la chaîne du groupe « L'Équipe » qui l'emploie, commence à connaitre la notoriété sur M6, puis rejoint Canal+ et C8 jusqu'en juillet 2021. Il intervient également sur les antennes d'autres chaînes de télévision et de radio.

## Biographie

### Journaliste de presse écrite (1983-2005)
Né le 29 juin 1963 à Paris (8e arrondissement), Pierre Ménès est issu d'une famille bretonne. Toute sa famille paternelle est originaire de Brest où il passe la plupart de ses vacances dans sa jeunesse. Fils d'un père assureur et d'une mère professeure d’anglais, il pratique l'escrime, sa « première passion ». À l'âge de quinze ans, il percute une voiture 4L à cyclomoteur en allant voir sa grand-mère à l'hôpital, la veille de la rentrée des classes. Victime d'une section du fémur gauche et d'une quadruple fracture du poignet, il doit arrêter l'escrime. Plus tard, il se mettra au tennis et au football en sport corporatif.

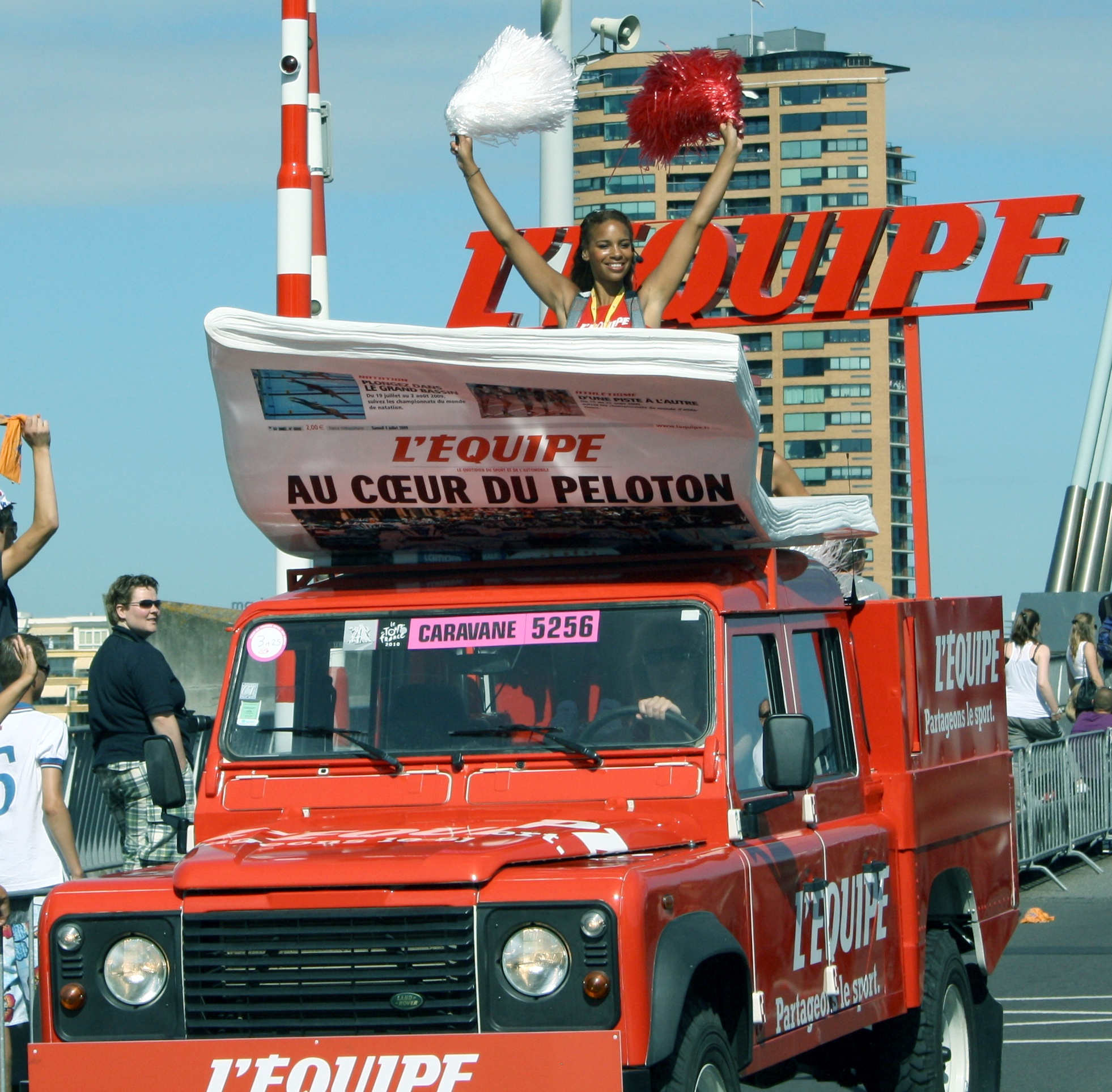
Pierre Ménès fait ses débuts dans la presse écrite à France Football puis au journal L'Équipe.

Sa passion pour le football débute lors de « l'épopée des Verts » lors de la saison 1975-1976. Supporter du Paris Saint-Germain, il est abonné au Parc des Princes entre 1977 à 1983 où évoluent alors Mustapha Dahleb, Carlos Bianchi ou encore Safet Sušić. Durant son adolescence, il remporte un tournoi de tennis juniors au Club Med à Pompadour (Corrèze), où il passe ses vacances en famille. Repéré pour sa personnalité, il est engagé comme gentil organisateur au pair pendant trois saisons. Dans le même temps, il abandonne ses études d'histoire à la faculté de Nanterre.
À l'issue d'une visite des locaux, il rejoint les rangs de France Football en tant que pigiste puis ceux de L'Équipe. Il y passe vingt-et-un ans entre 1983 et 2005, couvrant d'abord la D2, la D1 avec notamment le RC Strasbourg, puis l'équipe de France et Arsenal FC après 1998. Sa personnalité déjà clivante à l'époque, lui vaut des frictions avec son employeur et certains de ses collègues. Ces derniers lui reprochant ses accointances avec certains joueurs professionnels, une situation plutôt mal-vue dans la profession,. Ce réseau lui permet toutefois d'obtenir des informations rapidement et décrocher des interviews plus facilement pour le journal. En 1999, il devient éditorialiste sur L'Équipe TV dans l'émission Enfin du foot de Didier Roustan pendant quatre années. Parallèlement, il participe régulièrement à l'émission Le Match du lundi sur Pathé Sport et Europe 1.

### Dirigeant de club (2005-2006)
En juin 2005, Pierre Ménès quitte L'Équipe et rejoint le Stade de Reims. Engagé par le président Jean-Pierre Caillot, il est nommé « directeur du développement » pour s'occuper de la communication et du sponsoring du club. Cette expérience se solde par un échec, Ménès démissionne à l'issue de la saison 2005-2006. Depuis cet épisode, il est brouillé avec Jean-Pierre Caillot. En réponse aux critiques formulées par le consultant, certains dirigeants français comme Jean-Michel Aulas ont rappelé cette expérience ratée de dirigeant à Pierre Ménès.

### Polémiste audiovisuel (depuis 2005)
En septembre 2005, sa carrière prend un nouveau tournant quand il rejoint M6 pour co-animer l'émission 100 % Foot avec Estelle Denis et Dominique Grimault le dimanche soir à minuit. Pendant la coupe du monde 2006 et l'Euro 2008, il anime quotidiennement respectivement 100 % Coupe du monde et 100 % Euro. C'est à cette période que sa notoriété explose. En 2007, il tient une chronique dans l'émission de Marc-Olivier Fogiel, T'empêches tout le monde de dormir. Une expérience qui correspond aux « trois mois les pires de [s]on expérience télé » d'après Pierre Ménès. En août 2008, il rejoint la radio RTL comme chroniqueur le samedi soir pendant le multiplex de Ligue 1 présenté par le directeur des sports de RTL Christian Ollivier. Il est aussi membre de la Bande à Pacaud.
En 2009, Pierre Ménès quitte M6 pour rejoindre Canal+ où il est chroniqueur dans le Canal Football Club (CFC) présenté par Hervé Mathoux. La même année, il abandonne la carte de presse et devient consultant,. Ses saillies envers les arbitres et certains joueurs lui valent le surnom de « sniper » du CFC, considéré comme l'émission référence de la Ligue 1 et du football français. Il possède même sa propre rubrique (« Le Top/Flop ») où il donne les trois meilleurs et trois pires acteurs du match du dimanche soir.
Apparaissant régulièrement aux Guignols de l'info depuis 2009, sa marionnette est toujours accompagnée par celle d'Hervé Mathoux. Son personnage « beauf » est présenté comme un amateur de jeux de mots et de blagues lourdes, cynique et amer surtout quand il s'agit de parler de l'Olympique lyonnais. Le consultant a d'ailleurs accusé cette émission de « racisme ».
À la rentrée 2010, Pierre Ménès quitte RTL. Il devient chroniqueur dans une nouvelle émission sur Canal+ Sport Les Spécimens. Depuis 2011, il est chroniqueur dans Les Spécialistes.
De septembre 2010 à juin 2011, il est chroniqueur dans l'émission de Bruce Toussaint sur Canal +, Tout le monde il est beau, tout le monde il est gentil[réf. nécessaire].
À partir de novembre 2010, il présente une fois par mois Le grand multiplex… du rire sur Comédie ! avec Alexandre Ruiz, Laurent Paganelli, Ariane Brodier et Willy.
Le 29 décembre 2012, il intervient pour la première fois en tant que consultant lors du match de Premier League opposant Arsenal à Newcastle[réf. nécessaire].
En 2012, il est récompensé d'un Micro d'or dans la catégorie Influenceur de l'année. Le 10 mai 2013, il est élu « Lucarne d'or » du meilleur consultant football.
À la rentrée 2013, il est chroniqueur au Canal Champions Club présenté par Nathalie Iannetta, les soirs de Ligue des champions.
En novembre 2015, il retrouve Estelle Denis dans l'émission Touche pas à mon sport ! .
Le 18 août 2016, il annonce via son compte Twitter qu'il doit prendre du repos en raison de ses problèmes de santé. Son émission prévue pour la rentrée est finalement repoussée à janvier 2017. En décembre 2016, il est en effet greffé d'un rein et d'un foie, à la suite d'une stéatose hépatique non alcoolique, aussi appelée NASH ou « maladie du soda ». Cette opération l'écarte du plateau du Canal Football Club pendant sept mois, jusqu'au 2 avril 2017. Pour son retour, une émission spéciale lui est consacrée nommée « Rebirth » (« renaissance » en anglais), où il reçoit des hommages de plusieurs personnalités du football et du monde médiatique. Il raconte la double greffe qu'il a subie dans un ouvrage intitulé Deuxième mi-temps, co-écrit avec Catherine Siguret, en 2017.
En septembre 2017, il intègre l'équipe de Cyril Hanouna dans l'émission Touche pas à mon poste !.
À partir du 15 septembre 2017, il présente avec Virginie Ramel l'émission 19H30 PM le vendredi soir à 19 h 40 sur Canal+ Sport. L'émission est arrêtée à l'issue de sa première saison.
Le 12 juillet 2021, il quitte le groupe Canal+, à la suite d'accusations d'agressions sexuelles,.

### Éditorialiste sur Internet et dans la presse
À partir de la coupe du monde 2006, il anime un blog sur Yahoo! intitulé Pierrot le foot. L'aventure prend fin le 8 août 2012 et dans le cadre du contrat qui le lie avec Canal+, Pierre Ménès anime un blog intitulé Pierrot Football blog sur le site de la chaîne depuis le 13 août 2012.
En novembre 2008, il devient chroniqueur pour le quotidien Aujourd'hui Sport jusqu'à sa suppression. Depuis 2009, il travaille pour l'hebdomadaire Direct Sport édité par le groupe Bolloré.[réf. nécessaire]
En novembre 2009, il lance son propre site d'information et de débat sur le foot, Footineo[réf. nécessaire].
À partir de 2010, il est un des ambassadeurs du site web européen de paris sportifs et de poker Unibet localisé à Malte.
De 2016 à 2021, aux côtés d'Hervé Mathoux son confrère sur Canal +, il prête sa voix pour les commentaires de la franchise du jeu-vidéo FIFA succédant ainsi à Franck Sauzée. Le 26 mars 2021, à la suite des accusations d'agressions sexuelles dont il est l'objet, EA Sports, la société éditrice du jeu vidéo FIFA, suspend sa collaboration avec le commentateur.

### Cinéma
Ami des réalisateurs Djamel Bensalah et Fabien Onteniente, il a fait des apparitions au cinéma dans plusieurs de leurs films : en 2002 dans le film Trois zéros, en 2004 dans le film Il était une fois dans l'Oued, en 2007 dans Big City, en 2008, une brève apparition dans le film Disco, et, en 2009, dans le film Neuilly sa mère !. En 2011, il apparaît dans le film Les Tuche où il joue le gérant de l'équipe jeune de l'AS Monaco. Il joue aussi un second rôle dans le film Un village presque parfait en 2015.

### Conflits et critiques
À l'occasion de la journée internationale des femmes 2013, le journal L'Équipe titre « A-t-on besoin de l’égalité homme-femme dans le sport ? ». À cette occasion, Pierre Ménès apporte son témoignage, qualifié de « sexiste » et de « machiste », « digne de certains piliers de bistrot » par Acrimed. Il y déclare notamment : « Le foot, c’est quand même un sport de mecs […] et pour voir une gonzesse dunker au basket, il faut se lever tôt » ; il qualifie des sportives de « grosses dondons trop moches pour aller en boîte le samedi soir ».
Après des propos controversés tenus sur CNews où Pierre Ménès avait déclaré que « le vrai problème, en France, dans le foot en tout cas, c’est le racisme anti-blanc », un ancien collaborateur de Canal +, Emmanuel Trumer, l'accuse de racisme dans une série de messages postés sur Twitter à la fin de l'année 2019,. Une enquête préliminaire a été ouverte à la suite d'une plainte de ce collaborateur pour « harcèlement moral »,. Emmanuel Trumer publie sur Twitter et son site web personnel des échanges de SMS avec Pierre Ménès où celui-ci le traite de « pédé ». L'avocat de Pierre Ménès, Arash Derambarsh, évoque des « phrases sorties de leur contexte » et une instrumentalisation par Emmanuel Trumer dans le but « de se faire mousser ».
Une séquence télévisée de l'émission Téléfoot en octobre 2013 est devenue célèbre mettant en scène Patrice Évra répondant de façon virulente aux critiques de plusieurs commentateurs du football, dont Pierre Ménès,.

### Engagement politique
Pierre Ménès a déclaré avoir voté pour Nicolas Sarkozy aux deux tours de l'élection présidentielle française de 2012. Lors des élections municipales de 2014, il soutient René Taïeb, tête de liste du Parti socialiste à Montmagny. En 2017, il soutient Valérie Pécresse lors du lancement de son mouvement « Libres ».

### Vie privée
Entre son salaire de Canal+ et son contrat avec Unibet, il déclare avoir gagné environ 250 000 euros sur l'année 2013.
Pierre Ménès est en couple avec Mélissa Acosta, originaire de la République dominicaine, rencontrée en 2011 à la Baule. Il a deux enfants, Anne et Axel, d'une union précédente.
Le consultant affiche régulièrement sur les réseaux sociaux sa passion pour les chiens (il possède plusieurs cockers et un dalmatien). Il détient également plusieurs tableaux dans son appartement de Saint-Cloud où il réside.

## Affaires judiciaires

### Accusations pour agressions sexuelles et condamnation
Le 21 mars 2021, à l'occasion de la diffusion sur Canal+ du documentaire Je ne suis pas une salope, je suis une journaliste sur le sexisme dans le journalisme sportif, Pierre Ménès est accusé d'agressions sexuelles sur deux journalistes, dont Marie Portolano, auteur du documentaire. Le 28 août 2016, hors caméras, mais sur le plateau du Canal Football Club, il aurait soulevé la robe de la journaliste pour lui empoigner les fesses. Quelques années plus tôt, il aurait également forcé la co-présentatrice de l’émission, Isabelle Moreau, à l’embrasser longuement sur la bouche pendant l’anniversaire de l’émission. Il avait à l’époque évoqué une « blague ». Selon le site Les Jours, la direction de Canal+ aurait censuré ces séquences afin de protéger son chroniqueur,,.
Une séquence coupée au montage est diffusée le lendemain dans l'émission Touche pas à mon poste ! sur C8, chaîne du groupe Canal+. Pierre Ménès y explique que dire à une femme qu'elle est belle avec son décolleté est un simple compliment pour lui. Lorsque la journaliste évoque le moment où il a soulevé sa jupe, il assure ne plus s'en souvenir et explique qu'il pourrait le refaire aujourd'hui. Surpris d'apprendre que Marie Portolano s'est sentie humiliée, il s'excuse mais assure ne pas faire de différence si le destinataire de ses blagues est une femme ou un homme. Quelques jours plus tard, le 29 mars 2021, il publie des excuses sur les réseaux sociaux.
À la suite de la diffusion de ce documentaire, des appels à l'éviction de Pierre Ménès apparaissent sur les réseaux sociaux et une autre accusation d'agression sexuelle sur la chroniqueuse Francesca Antoniotti resurgit. Les critiques se tournent également vers le groupe de Vincent Bolloré, ainsi accusé d'abord de censurer les propos incriminant son chroniqueur, puis d'organiser sa défense sur ses propres antennes,,.
Le 26 mars 2021, Electronic Arts, l’éditeur du jeu de simulation de football FIFA, dont Pierre Ménès est l’un des commentateurs, fait savoir qu'il suspend sa collaboration avec le chroniqueur sportif et qu'il ne sera plus présent dans les versions futures du jeu.
Le 30 mars 2021, Canal+ suspend « jusqu'à nouvel ordre » Pierre Ménès du Canal Football Club, émission dont il est un des chroniqueurs principaux. Cette suspension intervient « d'un commun accord », le consultant faisant savoir qu'il a « besoin de repos » à la suite des accusations d'agressions sexuelles. Le 12 juillet 2021, Pierre Ménès annonce son départ de la chaîne cryptée, après un accord financier passé avec celle-ci, dont le montant reste confidentiel,.
Le 9 décembre 2021, Pierre Ménès est placé en garde à vue dans le cadre d'une enquête préliminaire ouverte par le parquet de Paris sous le chef « d'agression sexuelle ». Les faits se seraient déroulés le 20 novembre au Parc des Princes lors d'un match PSG-Nantes où le journaliste est mis en cause pour avoir touché la poitrine d'une hôtesse d'accueil.
Le 4 janvier 2022, le parquet de Nanterre ouvre une enquête pour agression sexuelle et harcèlement sexuel contre Pierre Ménès, à la suite de faits dénoncés par la journaliste Marie Portolano dans le documentaire diffusé en mars sur Canal+.
Le 8 mars 2023, devant le tribunal correctionnel de Paris et pour les actes d'atteinte sexuelle s'étant vraisemblablement déroulés au Parc des Princes en 2021 et dans un magasin Nike en 2018, la procureure requiert contre Pierre Ménès huit mois d'emprisonnement avec sursis, 10 000 euros d'amende, son inscription au fichier des auteurs d'infractions sexuelles ou violentes (Fijais) et la privation de ses droits d'éligibilité pendant deux ans,. Le 19 avril, il est déclaré coupable pour une seule agression sexuelle (la seule plainte pour laquelle des vidéos existent et qui attestent que Pierre Ménès a « eu un contact » avec l’une des vendeuses de l’enseigne, A. T., en lui prenant les mains). Il est condamné à deux mois de prison avec sursis et à une « peine complémentaire obligatoire d'inéligibilité » d'un an, mais n'est pas inscrit au Fijais.

## Publications
- Le Foot illustré de A à Z (avec Riff Reb's), préf. Franck Sauzée, La Source/Sirène, juillet 1997 (ISBN 978-2884610223)
- Pierre Ménès, Ce soir on la met au fond, dictionnaire absurde du football, éditions Prolongations, 2007
- Fabrice Jouhaud et Pierre Ménès, Livre d'or du football 2008, éditions Solar, 2008
- Pierre Ménès, Le Pierrot top foot, éditions du Rocher, 2010
- Pierre Ménès, Carton rouge pour les Bleus, éditions du Rocher, 2010
- Pierre Ménès, Mon année foot 2010-2011, éditions du Rocher, 2011
- Daniel Riolo et Pierre Ménès, L'explication, clash football club, éditions Hugo Sport, 2014
- Pierre Ménès et Catherine Siguret, Deuxième mi-temps, éditions Kero, 2017

## Filmographie
- 2002 : Trois zéros de Fabien Onteniente : Lui-même
- 2005 : Il était une fois dans l'Oued de Djamel Bensalah
- 2007 : Big City de Djamel Bensalah : Le barbier
- 2008 : Disco de Fabien Onteniente : un invité à l'anniversaire
- 2009 : Neuilly sa mère ! de Gabriel Julien-Laferrière : Le père de Jason
- 2011 : Les Tuche d'Olivier Baroux : Le caissier de l'AS Monaco
- 2011 : Beur sur la ville de Djamel Bensalah : Pierrot
- 2013 : La télé commande sur France 2 (TV) d'Élie Semoun
- 2014 : Goal of the Dead de Benjamin Rocher et Thierry Poiraud : lui-même
- 2015 : Un village presque parfait de Stéphane Meunier : Brice